# Fundación Caja de Extremadura
La Fundación Caja de Extremadura es una fundación española con sede en Cáceres. Es la entidad resultante de la transformación, en 2014, de la Caja de Ahorros y Monte de Piedad de Extremadura, una caja de ahorros cuyo nombre comercial era "Caja de Extremadura", la cual había traspasado, junto a Cajastur y Caja Cantabria, su actividad financiera a Liberbank en 2011. Su actividad consiste en el mantenimiento y difusión del patrimonio y la obra social y cultural heredada de la caja de ahorros.
El 29 de julio de 2014, la Asamblea General aprobó la transformación de la entidad en una fundación bancaria, de acuerdo con lo previsto en la Ley de Cajas de Ahorros y Fundaciones Bancarias.
El 7 de abril de 2021, los miembros del Patronato acordaron la finalización del pacto parasocial (Pacto de Sindicación) que mantenían la Fundación Cajastur, la Fundación Caja de Extremadura y la Fundación Caja Cantabria. El 28 de junio de 2021, puesto que ya no cumplía los requisitos para ser fundación bancaria, se acordó su transformación en fundación ordinaria. El 24 de noviembre de 2021, se produjo dicha transformación.
La fundación poseía parte del accionariado de Liberbank (a 31 de diciembre de 2020, un 4,721%). Tras la fusión por absorción de Liberbank por Unicaja Banco en 2021, los accionistas de Liberbank (entre ellos, Fundación Caja de Extremadura) pasaron a convertirse en accionistas de Unicaja Banco. La fundación pasó a poseer un 1,91% de dicho banco. A 31 de diciembre de 2024, la fundación poseía un 0,74% de Unicaja Banco.

## Historia
Caja de Extremadura nació el 19 de julio de 1990 como resultado de la fusión de la Caja de Ahorros de Cáceres (fundada en 1906) y la Caja de Ahorros de Plasencia (fundada en 1911).
El 24 de mayo de 2010, Caja de Extremadura llegó a un acuerdo con Cajastur, Caja Mediterráneo (CAM) y Caja Cantabria, para la creación de un Sistema Institucional de Protección (SIP), conocido en el sector como fusión fría.
Caja Mediterráneo (CAM) tendría, junto con Cajastur, el mayor peso de la institución con un 40%, cada una. Mientras, Caja de Extremadura tendría un 11% y Caja Cantabria, un 9%.

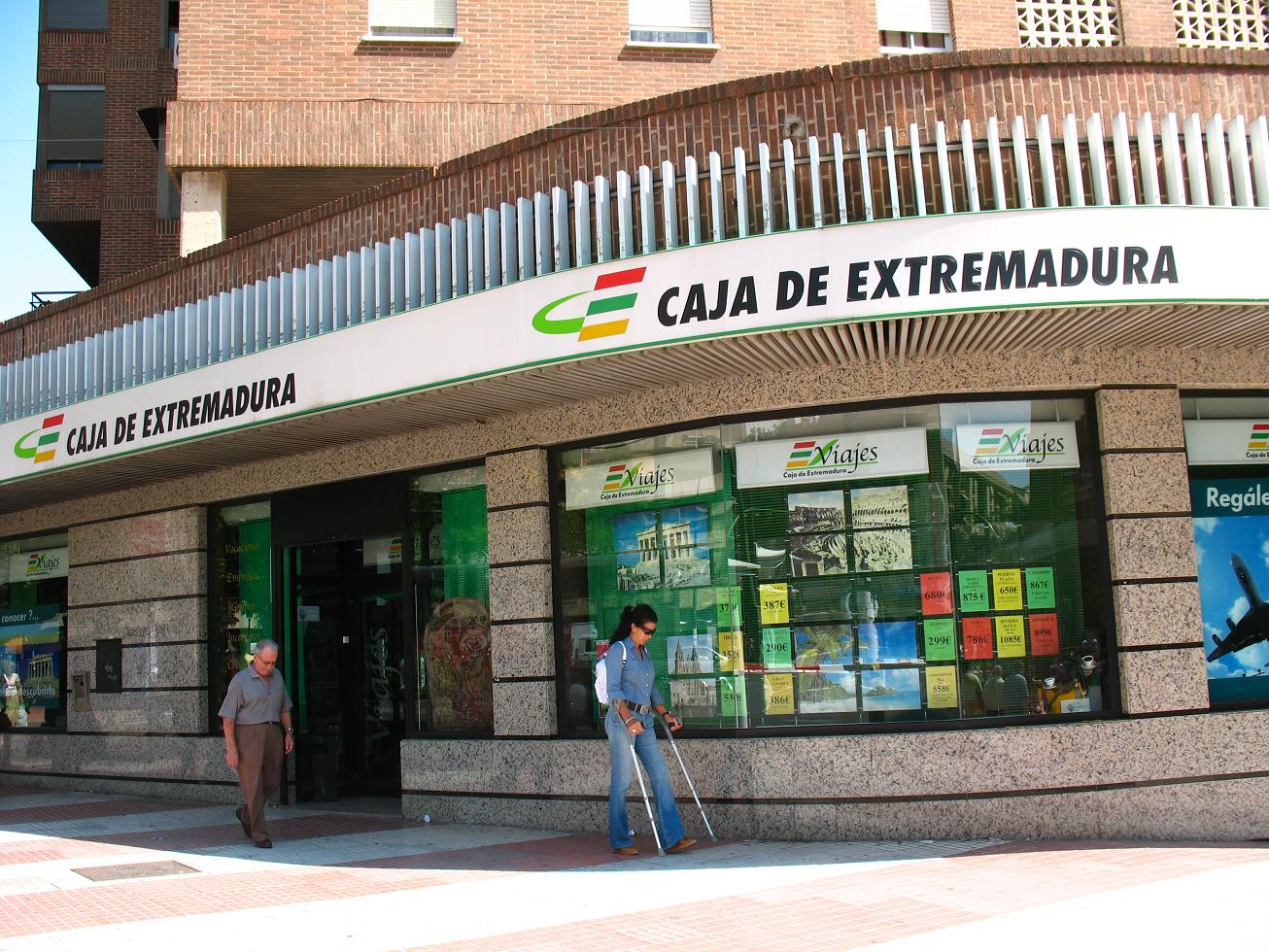
Oficina de Caja de Extremadura

El 27 de septiembre de 2010, la asamblea general de Caja de Extremadura aprobó su integración en un Sistema Institucional de Protección (SIP) con Caja Mediterráneo (CAM), Cajastur y Caja Cantabria, alianza que suponía la creación de la quinta entidad financiera española y la tercera agrupación de cajas. La integración suponía la constitución de una entidad de crédito central cabecera del grupo y el compromiso mutuo de solvencia entre los integrantes del mismo. El nuevo SIP quedó constituido a finales de diciembre de 2010 con el nombre provisional de Banco Base.

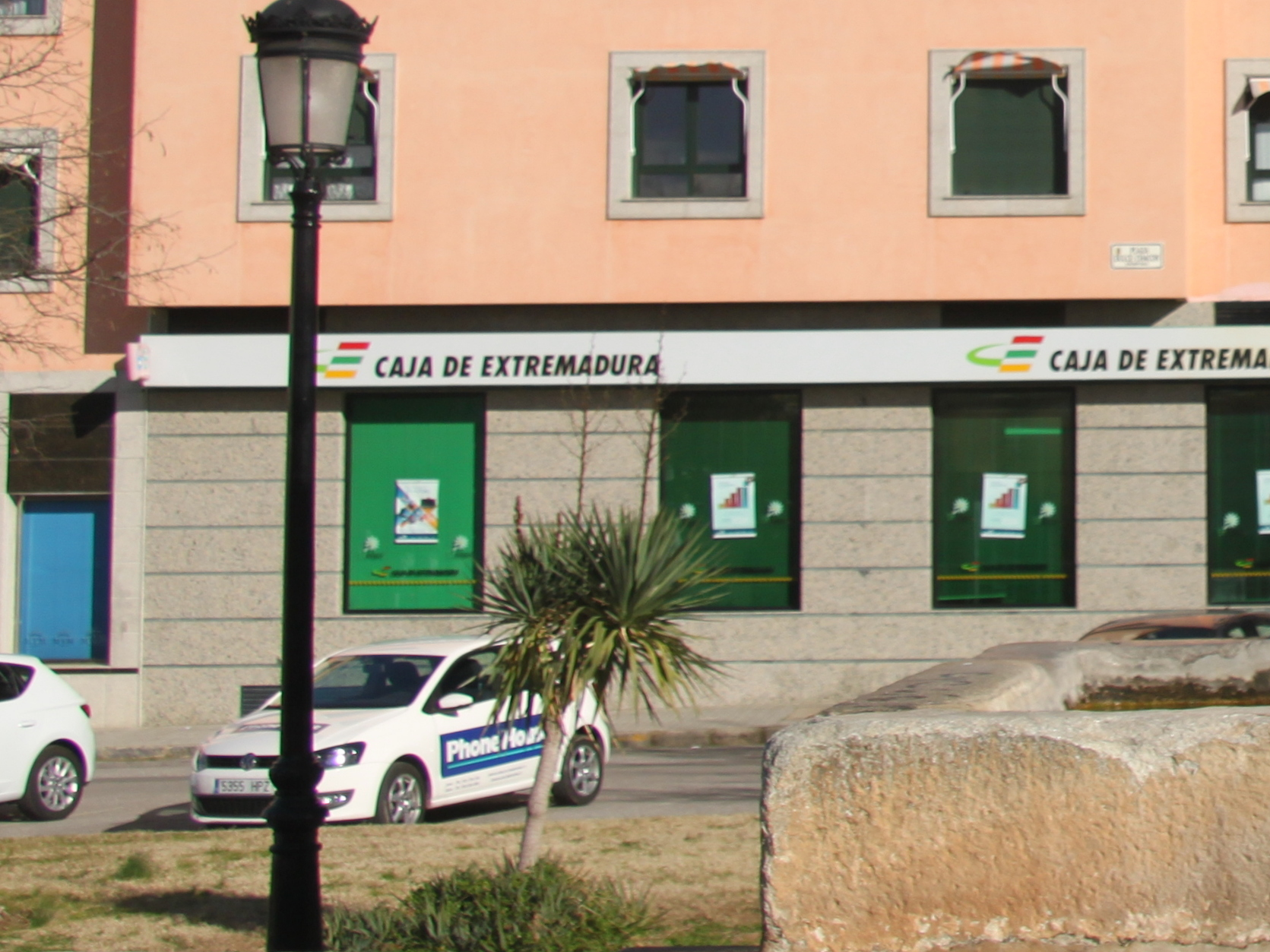
Oficina de Caja de Extremadura en Zafra (2014)

En marzo de 2011, se conoció que la situación contable de la CAM era peor de lo que se pensaba y que las ayudas públicas que necesitaría el Banco Base (que se concretan en forma de compra de acciones por parte del FROB) supondrían la nacionalización de la entidad, ya que el Estado tendría la mayoría de las acciones. Ante este panorama, Cajastur, Caja Cantabria y Caja de Extremadura votaron, el 30 de marzo, en contra de continuar con el proceso. Días después estas tres cajas decidieron retomar el proyecto, ahora liderado por Cajastur. Ésta tendría el 66%, la extremeña el 20% y la cántabra el 14%. Manuel Menéndez, presidente de Cajastur, asumió la presidencia ejecutiva del conglomerado.

### Liberbank
El 23 de mayo de 2011, se constituyó Effibank, como banco del SIP de Cajastur, Caja de Extremadura y Caja Cantabria. Desde el 19 de julio de 2011, el banco opera con la marca Liberbank. Posteriormente, la razón social de Effibank (Effibank, S.A.) también fue reemplazada y pasó a ser Liberbank, S.A.
El SIP creado por Cajastur, Caja de Extremadura y Caja Cantabria, se desarrolló a través de la vía de la gestión indirecta del negocio bancario, establecida en la LORCA, de tal forma que cada entidad, mantuvo su personalidad jurídica y su Obra Social. El SIP segregó su negocio como conjunto y lo transfirió al banco a cambio de una participación accionarial en el mismo. El SIP se constituyó participado en un 66% por Cajastur, un 20% por Caja de Extremadura y un 14% por Caja Cantabria. Se acordó que el Consejo de Administración del nuevo banco estaría formado por 11 miembros, de los que 9, incluido el presidente ejecutivo, serían dominicales y 2 serían independientes.
Tras la creación del SIP, se mantuvo la marca comercial "Caja de Extremadura".

### Transformación en fundación
El 29 de julio de 2014, la Asamblea General aprobó la transformación de la entidad en una fundación bancaria, de acuerdo con lo previsto en la Ley de Cajas de Ahorros y Fundaciones Bancarias. El 28 de octubre de 2014, se constituyó el Patronato de la Fundación Bancaria Caja de Ahorros y Monte de Piedad de Extremadura.
En abril de 2015, se anunció que el grupo Liberbank operaría en toda España únicamente con la marca Liberbank y para ello se iniciaría un proceso de remodelado de la imagen y señalética de las distintas oficinas.
El 30 de junio de 2016, Pilar García Ceballos-Zúñiga fue elegida como presidenta de la fundación sustituyendo en el cargo a Víctor Bravo, que según la ley no podía compatibilizar este cargo con el de vicepresidente de Liberbank, el banco del que la fundación era accionista.
El 7 de abril de 2021, los miembros del Patronato acordaron la finalización del pacto parasocial (Pacto de Sindicación) que mantenían la Fundación Cajastur, la Fundación Caja de Extremadura y la Fundación Caja Cantabria. El 28 de junio de 2021, puesto que ya no cumplía los requisitos para ser fundación bancaria, se acordó su transformación en fundación ordinaria. El 24 de noviembre de 2021, se produjo dicha transformación.

## Obra social
En 2014, el presupuesto de la Obra Social es de 2 millones de euros, "una de las mayores aportaciones privadas con estos fines en la región".
Esta cantidad supondrá el desarrollo de actuaciones, donde se dará prioridad, como "ya viene siendo habitual", (más del 50% de los recursos disponibles) a programas y actividades que contribuyan a generar empleo en la región y a apoyar a los colectivos sociales con mayores riesgos de exclusión social.